# Eremaeozetes araucana
Eremaeozetes araucana är en kvalsterart som beskrevs av Monetti, Oppedisano och Fernándes 1994. Eremaeozetes araucana ingår i släktet Eremaeozetes och familjen Eremaeozetidae. Inga underarter finns listade i Catalogue of Life.